# Boscos de coníferes subalpins de l'Himàlaia oriental
Els boscos de coníferes subalpins de l'Himàlia Oriental són una ecoregió de boscos de coníferes temperats que es troba a les elevacions mitjanes i superiors de l'Himàlaia Mitjà oriental, a l'oest del Nepal, Bhutan i els estats del nord de l'Índia, com ara Arunachal Pradesh.

## Descripció
L'ecoregió forma un cinturó de bosc de coníferes que ocupa 27.500 quilòmetres quadrats de 3.000 a 4.000 metres d'alçada que s'estén des del riu Gandaki a l'est de Nepal a través de Bhutan i a Arunachal Pradesh. Forma part d'una zona de transició des de l'ecozona Indomalaia, al sud, cap a l'ecozona paleàrtica, al nord i és l'últim hàbitat per sota de la línia d'arbrat de l'Himàlaia. L'Himàlaia està folrat de cinturons d'hàbitat des dels contraforts herbosos fins als cims alts i acull diversos ocells i animals que migren estacionalment per aquestes zones, inclosos aquests boscos de coníferes, cadascun dels quals proporciona hàbitat crucial en diferents èpoques de l'any. A més, els rierols i rius de les escarpades muntanyes provocarien greu erosió si no circulessen per sòls fixats per vegetació.
L'Himàlaia Oriental es rega pel monsó de la Badia de Bengala, de manera que són més humits que a l'oest i tenen una cota d'arbrat superior (4.500 m davant dels 3.000 m a l'Himàlaia occidental).

## Flora

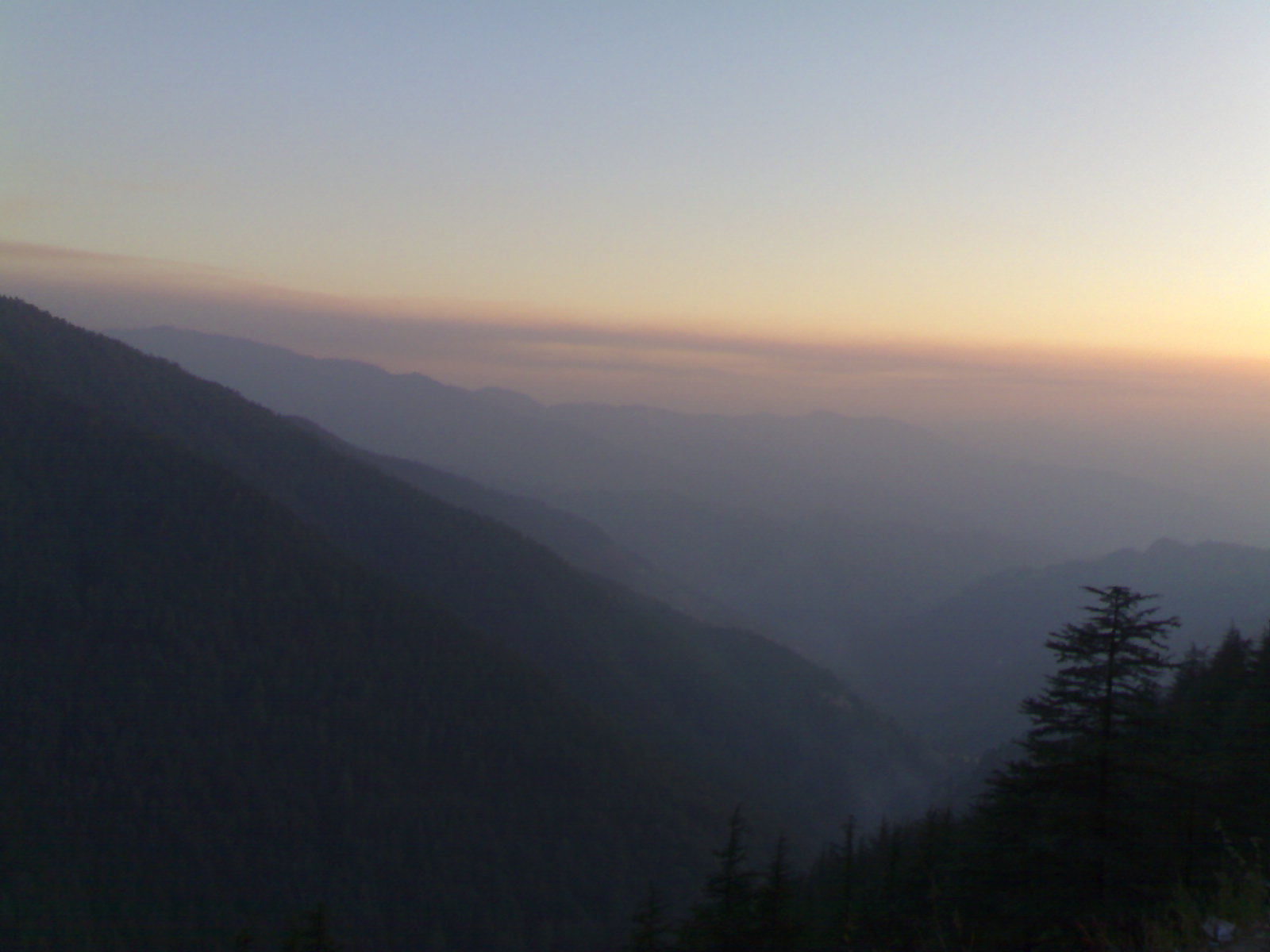
Bosc de coníferes entre la ciutat de Shimla i el centre d'esports d'hivern de Kufri.

Aquests boscos es troben normalment en vessants escarpats, rocosos, orientats al nord. Els arbres més comuns són Abies spectabilis, Larix griffithii, Juniperus recurva, Juniperus indica, Betula utilis, Acer spp. i Sorbus spp. El sotabosc presenta una rica comunitat de rododendres de colors, com ara Rhododendron hodgsonii, Rhododendron barbatum, Rhododendron campylocarpum, Rhododendron campanulatum, Rhododendron fulgens i Rhododendron thomsonii. Altres arbusts inclouen Viburnum grandiflorum i Lonicera angustifolia.
Tsuga dumosa creix en zones més humides i baixes elevacions. Pinus wallichiana es produeix a les zones més seques del Tibet. És particularment comú a la regió de Khumbu. Taxus baccata és important però poc freqüent.
Els boscos de ginebre creixen en valls planes i fluvials interiors, barrejades amb diverses espècies de Salix i Prunus. Els que es troben a la vall de Tsarijathang al parc nacional Jigme Dorji de Bhutan són un hàbitat estiuenc important per al taquin (Budorcas taxicolor).

## Fauna
Aquesta ecoregió acull prop de vuitanta-nou espècies de mamífers originaris tant de les ecozones indomalaies com del paleàrtic, incloent civetes, marts, tar de l'Himàlaia i muntjac.
Els cérvols mesquers, caçats per les seves glàndules de mesc, i el panda vermell en perill d'extinció són habitants importants per als quals els boscos de coníferes són un hàbitat típic amb el panda vermell que viu entre 3.000 i 4.000 m, on hi ha canyars de bambú per davall dels avets. Altres espècies en perill d'extinció que es troben aquí són el taquin, el serau de l'Himàlaia (Capricornis thar) i l'esquirol volador blanc i negre (Hylopetes alboniger) mentre que el ratpenat de les orelles de ratolí de Mandelli, el cuó, l'ós negre asiàtic i el tar de l'Himàlaia es consideren vulnerables. Hi ha dos esquirols gairebé endèmics, l'esquirol volador de Hodgson (Petaurista magnificus) i l'esquirol volant gegant de Bhutan (Petaurista nobilis) juntament amb un rosegador purament endèmic, el múrid de l'Himàlaia (Apodemus gurkha).

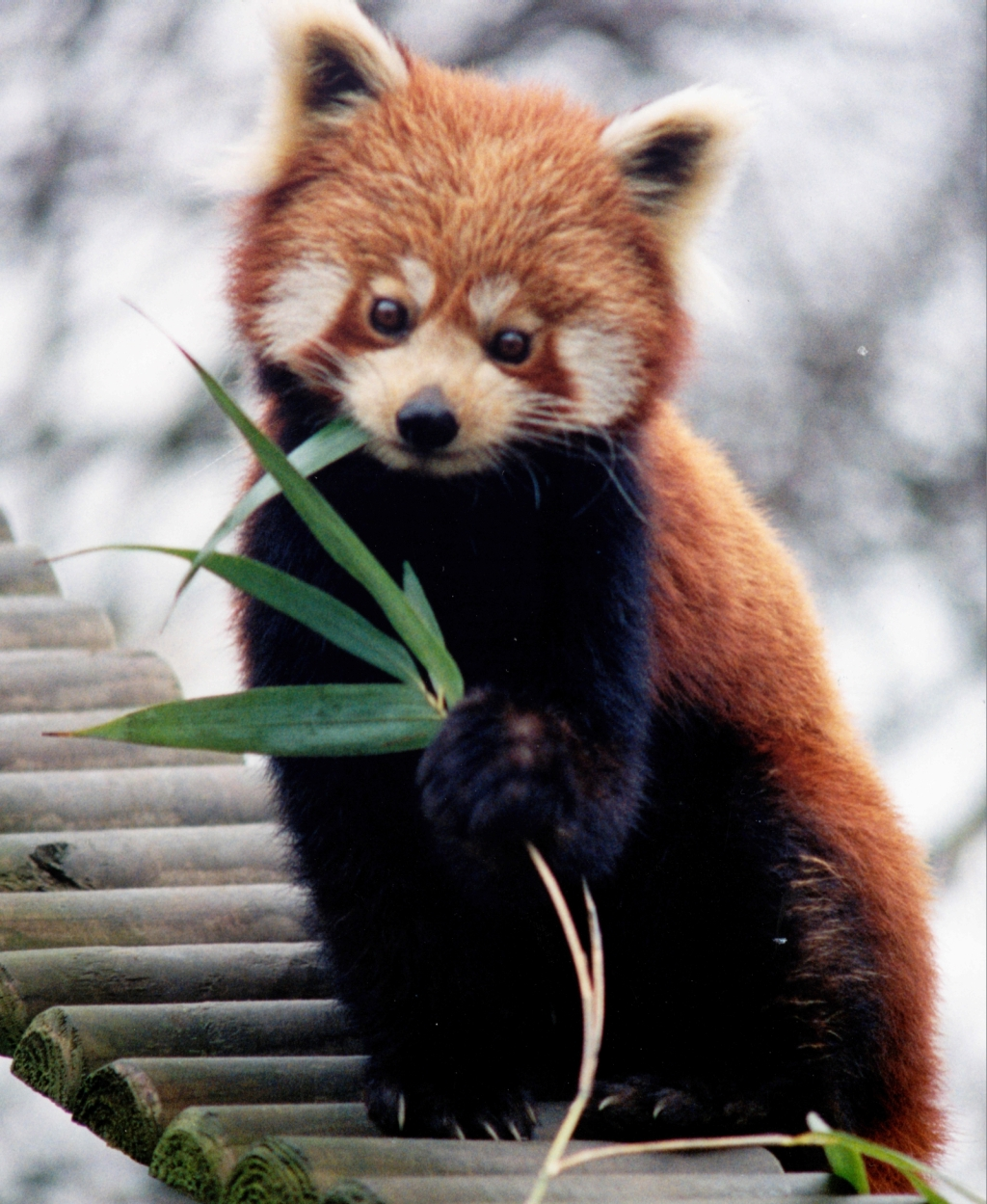
Panda vermell comú.

En aquesta ecoregió s'han registrat unes 200 espècies d'ocells de les quals sis en són endèmiques; perdiu boscana pit-roja (Arborophila mandellii), Actinodura nipalensis, Alcippe ludlowi, Pnoepyga immaculata, gall nival de Szecheny (Tetraophasis szechenyii) i cotorra de Derby. Les dues últimes estan limitades a una àrea de bosc de coníferes a Arunachal Pradesh.

## Amenaces i conservació
La població humana d'aquestes altures és molt baixa i la major part del bosc de coníferes naturals queda amb una part considerable en zones protegides. La pèrdua d'hàbitat s'estima en 28,3%. La proporció d'àrea protegida de l'ecoregió és del 22,56%.
Els danys es produeixen quan es tallen els arbres per proporcionar llenya per als habitants locals i per a excursions de senderisme o muntanyismeo per dedicar terres per pasturar. Les grans àrees protegides que contenen zones de bosc de coníferes inclouen l'Àrea de Conservació d'Annapurna, Langtang i Makalu Barun (Parcs Nacionals al Nepal), Parc Nacional Singalila a l'Índia. I a Bhutan: Santuari de Fauna Silvestre de Sakteng, Parcs Nacionals de Jigme Singye Wangchuck i Jigme Dorji.